# Франсиско Хенто
Франсиско Хенто Лопез (Гуарнизо код Ел Астиљера, 21. октобар 1933 — Мадрид, 18. јануар 2022), познатији и као Пако Хенто (шпански: Francisco "Paco" Gento López) био је шпански фудбалер и тренер, који је током играчке каријере играо на позицији левог крила.
Професионалну каријеру је започео 1952. у Расингу из Сантандера, где је провео једну сезону, након које прелази у Реал Мадрид. Наступао је на рекордних осам финала тадашњег Купа европских шампиона, од којих је освојио 6, а освојио је и 12 титула шпанске прве лиге. Био је капитен Реал Мадрида на мечу финала Купа европских шампиона 1966. против Партизана.
За репрезентацију Шпаније је за 14 година одиграо 43 утакмице, на којима је постигао укупно 5 голова. Играо је на Светским првенствима 1962. у Чилеу, и 1966. у Енглеској.
Након смрти Алфреда ди Стефана је постављен на место Почасног председника Реал Мадрида.
Био је последњи живи играч Реал Мадрида који је наступао на првом финалу Купа европских шампиона 1956. године.